# TBS 라디오
주식회사 TBS 라디오(일본어: 株式会社ティービーエス ラジオ, TBS Radio)는 1951년에 설립된 간토 광역권을 대상으로 방송하는 일본의 라디오방송사이다.

## 개요
- 1951년, 주식회사 라디오 도쿄(지금의 도쿄 방송)가 설립하여 AM라디오를 방송하였다.
- 2000년, 라디오·텔레비전방송 사업을 겸영 하고 있던 도쿄 방송은 방송합리화의 일환으로 라디오 프로그램 제작과 광고영업을 당담하는 자회사인 TBS 라디오 & 커뮤니케이션즈를 설립했다. 그 후, 2001년 10월 1일 TBS로부터 중파 방송 면허(주파수 954 kHz, 콜사인 JOKR)를 승계하여, TBS 텔레비전과 분리되어 별도의 라디오 방송사업자가 되었다.
- 도쿄 방송의 자회사이며 JRN의 키국이다.
- 도쿄 방송과 TBS 라디오&커뮤니케이션 모두 일본민간방송연맹의 회원이며, 일본민간방송연맹에서도 별도의 회사로 취급되고 있다.
- 닛폰방송이나 분카방송과 달리 1986년 가을개편부터 청취자층의 연령을 기존의 노선에서 성인연령층으로 높인 결과 2011년 8월 현재 일본 수도권 라디오청취율 1위를 자랑한다.

## 연혁
도쿄방송(TBS)의 라디오·텔레비전 겸영국 시대의 연혁에 대해서는, 도쿄방송#연혁을 참조.
- 2000년 3월 21일 - TBS의 자회사로 설립, TBS에서 라디오 사업의 경영·송신 부문을 제외한 라디오 사업 전반부문을 업무위탁받는다.
- 2001년 10월 1일 - TBS로부터 중파라디오 방송면허 승계(도쿄방송은 텔레비전국으로서 호출 부호 JORX-TV, 호출 명칭 「TBS텔레비전」을 새롭게 부여).
- 2003년 10월 10일 - 디지털 라디오 실용화 시험 방송 개시(채널 92, FM YOKOHAMA, BAY FM78, 라디오NIKKEI와 공동)
- 2005년 10월 3일 - 팟캐스팅서비스, TBS RADIO podcasting954를 개시.
- 2007년 4월 1일 - 클래식 음악 전문 디지털 라디오 방송국 「OTTAVA(옷타바)」를 디지털 라디오 방송 9202 ch로 방송 개시.
- 2011년 1월 31일 - AM 스테레오 방송 종료
- 2014년 9월 3일 - 총무성에서 FM 보완중계국 예비면허 부여. 주파수 90.5MHz , 출력 7kW
- 2015년 12월 7일 - FM 보완 방송 시작
- 2016년 4월 1일 - 사명과 상호를 주식회사 TBS 라디오로 변경

## 주파수
| 송신소               | 주파수  | 출력  | 콜사인 | 비고                 |
| -------------------- | ------- | ----- | ------ | -------------------- |
| 토다 송신소          | 954kHz  | 100kW | JOKR   |                      |
| 스미다 FM 보완중계국 | 90.5Mhz | 7kw   | -      | AM 방송국과 동시방송 |

## 보충서술
- 1990년대에는 애니메이션 팬을 겨냥한 라디오 방송을 많이 방영했었지만, 2006년 3월 이후 거의 폐지가 되어 1개의 프로그램만이 명맥을 유지하고있다.
- 도쿄 방송이 라디오방송국을 운영했던 2000년 가을, 라이벌 방송국인 TV 아사히 프로그램 광고를 방송한적이 있었다. 또, 1990년대까지는 아사히 방송이 주최하는 ABC하우징의 CM을 방송하던 적이 있었다.(분카방송에서도 방송되고 있었다.) 덧붙여 아사히 방송은 TV 아사히 계열이지만(1975년 3월까지는 JNN계), ABC 라디오는 TBS 라디오를 네트워크 중심방송국으로 하는 JRN에 속하고 있다.
- 도쿄방송 시절부터 콜사인을 방송으로 내보내는 회수가 타국과 비교하면 적은편이지만,「TBS, 도쿄방송입니다」라는 방송국명 호출은 많이 방송하는 편이다.
- 광고료를 다른 방송국보다 저렴하게 책정하고 있어서 사립학교의 학생·학생용 고지 방송이나 기업의 사원 운동회 등 이벤트 개최 고지 방송이 자주 행해진다.

## 도쿄도에 있는 다른 방송국

### 텔레비전 방송국
- NHK 방송 센터(라디오 겸영)
- 도쿄 방송(TBS)(JNN 중심방송국, 라디오는 현재 TBS 라디오 & 커뮤니케이션즈로 분사화)
- TV 아사히(EX)(ANN 중심방송국)
- 후지 TV(CX)(FNN·FNS 중심방송국)
- 닛폰 TV 방송망(NTV)(NNN·NNS 중심방송국)
- TV 도쿄(TX)(TXN 중심방송국)
- 방송대학학원(독립 텔레비전 방송국,민간 비영리 방송국)
- TOKYO MX(독립 텔레비전 방송국)

### 라디오 방송국
- 분카 방송(QR, NRN 계열)
- 닛폰 방송(LF, NRN 계열)
- FM도쿄(JFN 계열, 도쿄도만 방송구역)
- J-WAVE(JAPAN FM LEAGUE 계열, 도쿄도만 방송구역)
- FM인터웨이브(MegaNet 계열, 도쿄도 주변 일부지역이 방송구역에 포함)